# Wołoska Wieś
Wołoska Wieś (wcześniej Wołoskie Sioło; ukr. Волоське Село) – dawna wieś, część miasta Bolechów.
Wieś prawa wołoskiego, położona była w drugiej połowie XV wieku w ziemi lwowskiej województwa ruskiego. W okresie zaboru austriackiego Wołoska Wieś leżała na obszarze powiatu dolińskiego. W drugiej połowie XIX wieku wieś należała do rządu (wzgl. skarbu państwa). W spisach 1914/1918 nie podano właściciela dóbr tabularnych wsi.
Rozporządzenie Rady Ministrów z dnia 26 kwietnia 1929 o zmianie granic miasta Bolechowa gminy wiejskie w powiecie dolińskim województwa stanisławowskiego II Rzeczypospolitej: Bolechów Ruski, Babilon Nowy, Dołżka, Salomonowa Górka, Wołoska Wieś włączono do gminy miejskiej Bolechów
We wsi urodzili się późniejsi nauczyciele Onyfry Geciów (1858), Antoni Dudryk (1880), Mieczysław Gawlik (1883), a także Marian Steifer (1889).